# لوریسا مک‌کوماس
لوریسا مک‌کوماس (انگلیسی: Lorissa McComas؛ زاده ۲۶ نوامبر ۱۹۷۰ درگذشته ۳ نوامبر ۲۰۰۹) یک بازیگر پورنوگرافی بود.